# 本牧

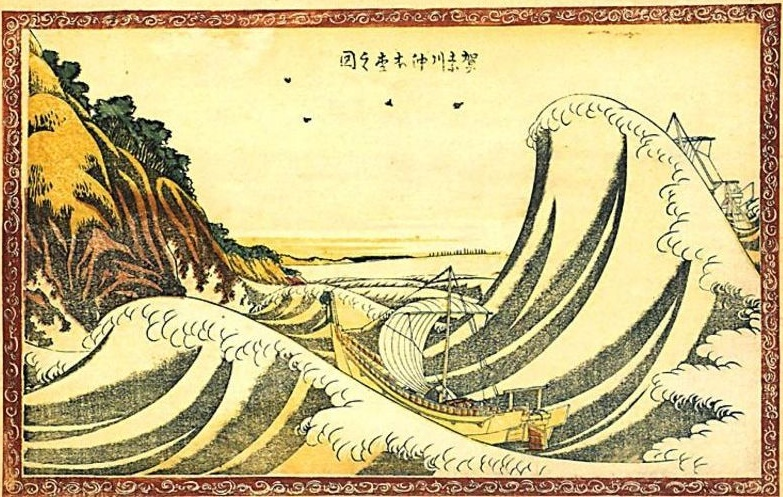
葛飾北斎『賀奈川沖本杢之図』に描かれた本牧の断崖と大波

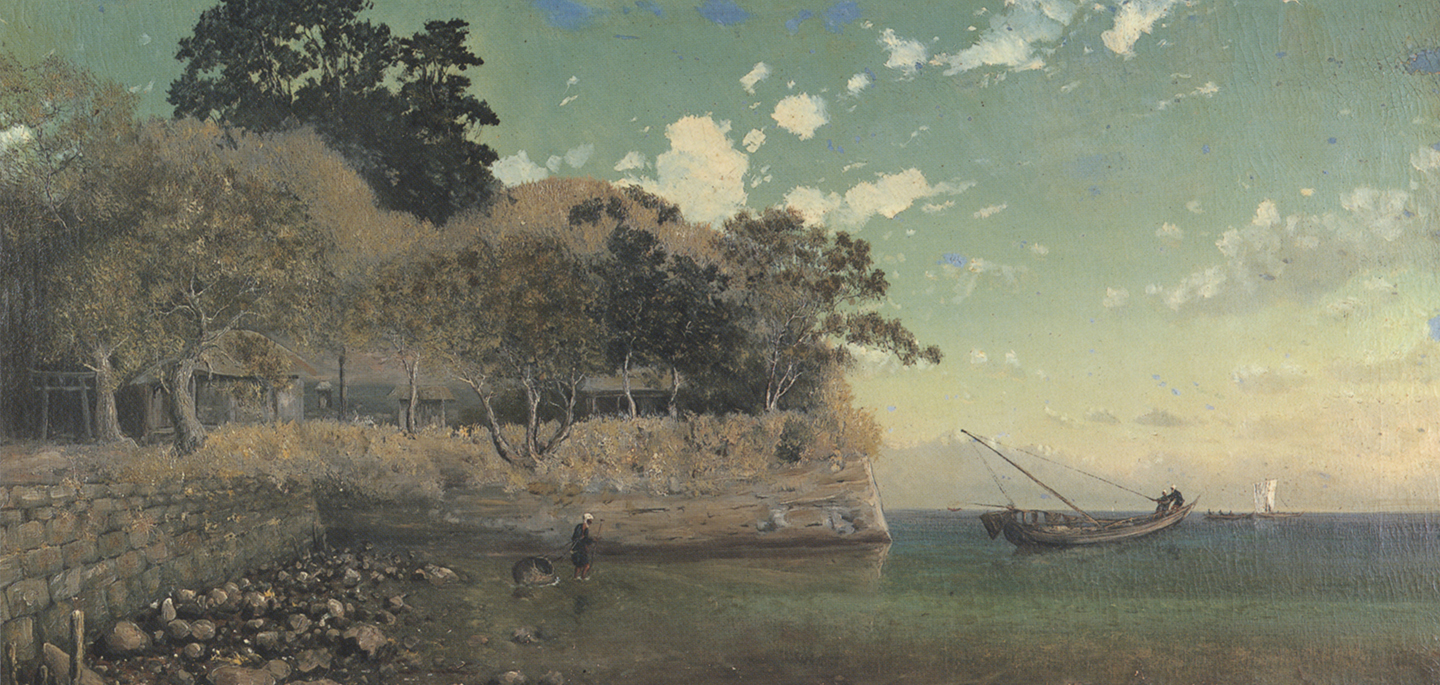
『本牧海岸』 高橋由一画 1877年

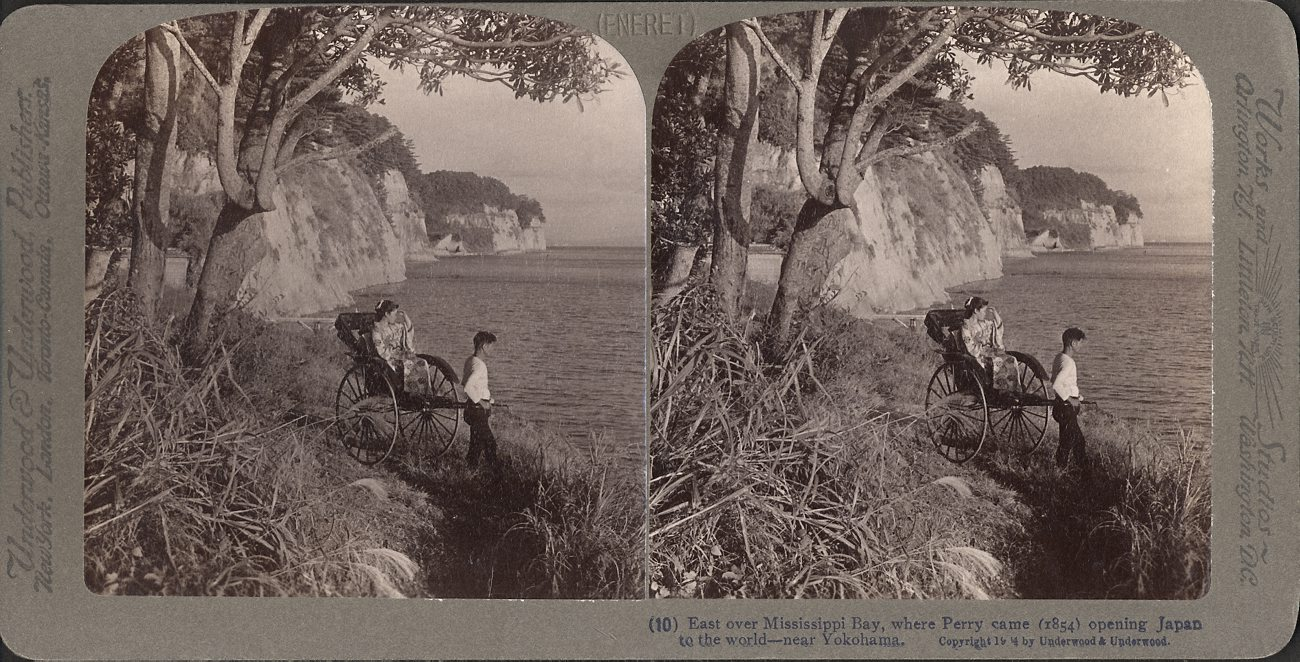
「ミシシッピ・ベイ」本牧間門付近か、1904年。スウェーデン国立科学技術博物館蔵

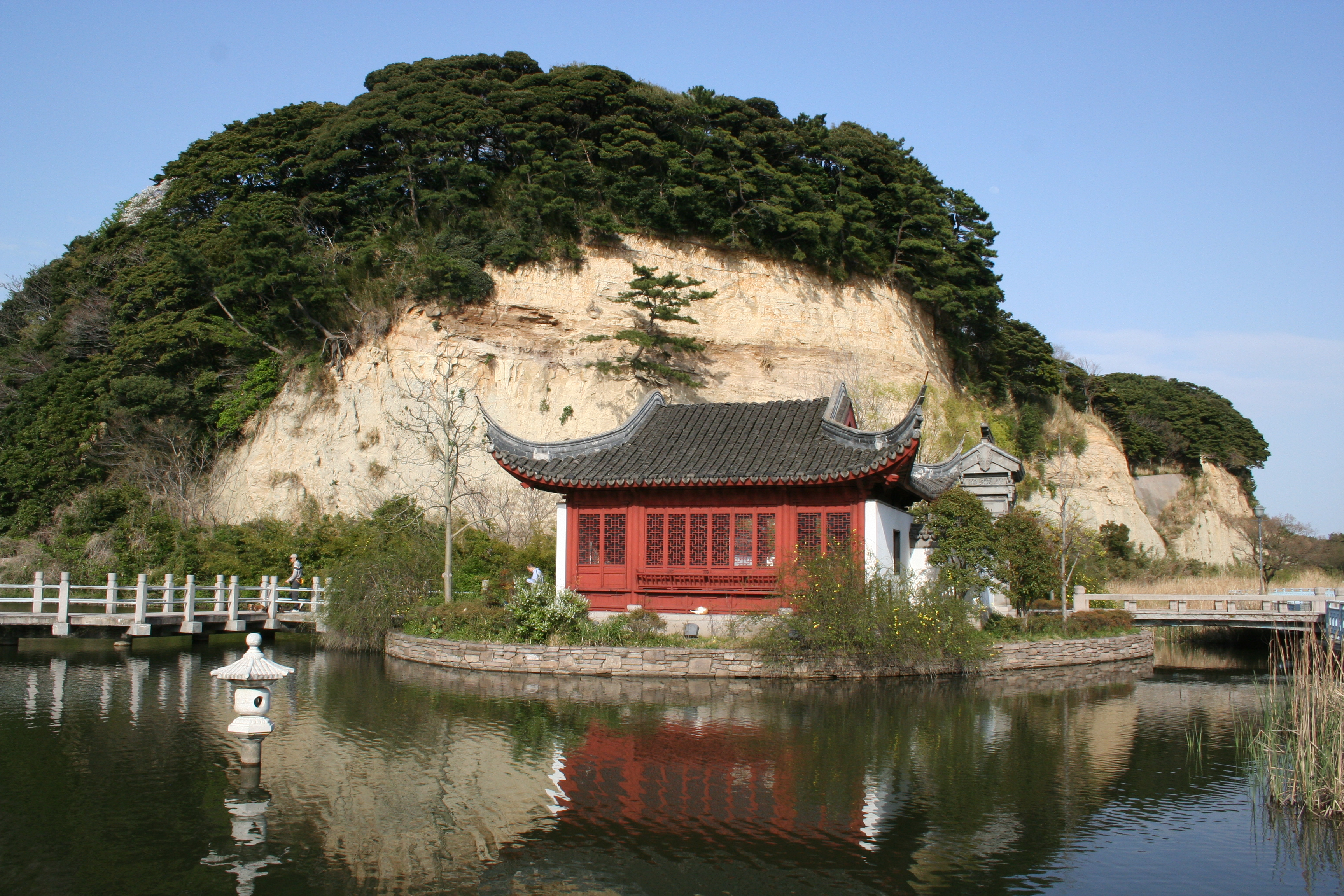
三渓園と本牧市民公園の間の断崖

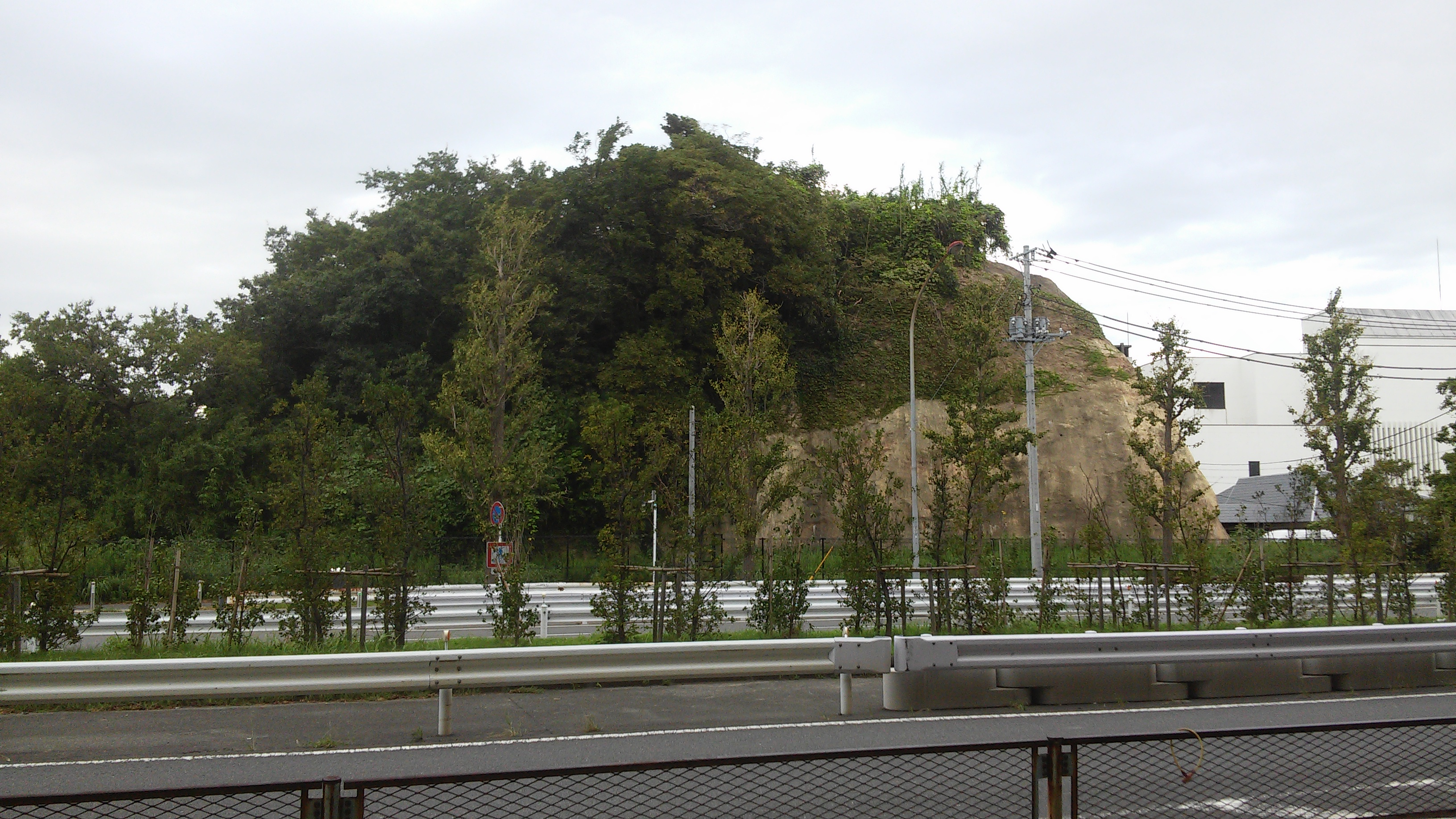
本牧十二天緑地、かつての「マンダリン・ブラフ」

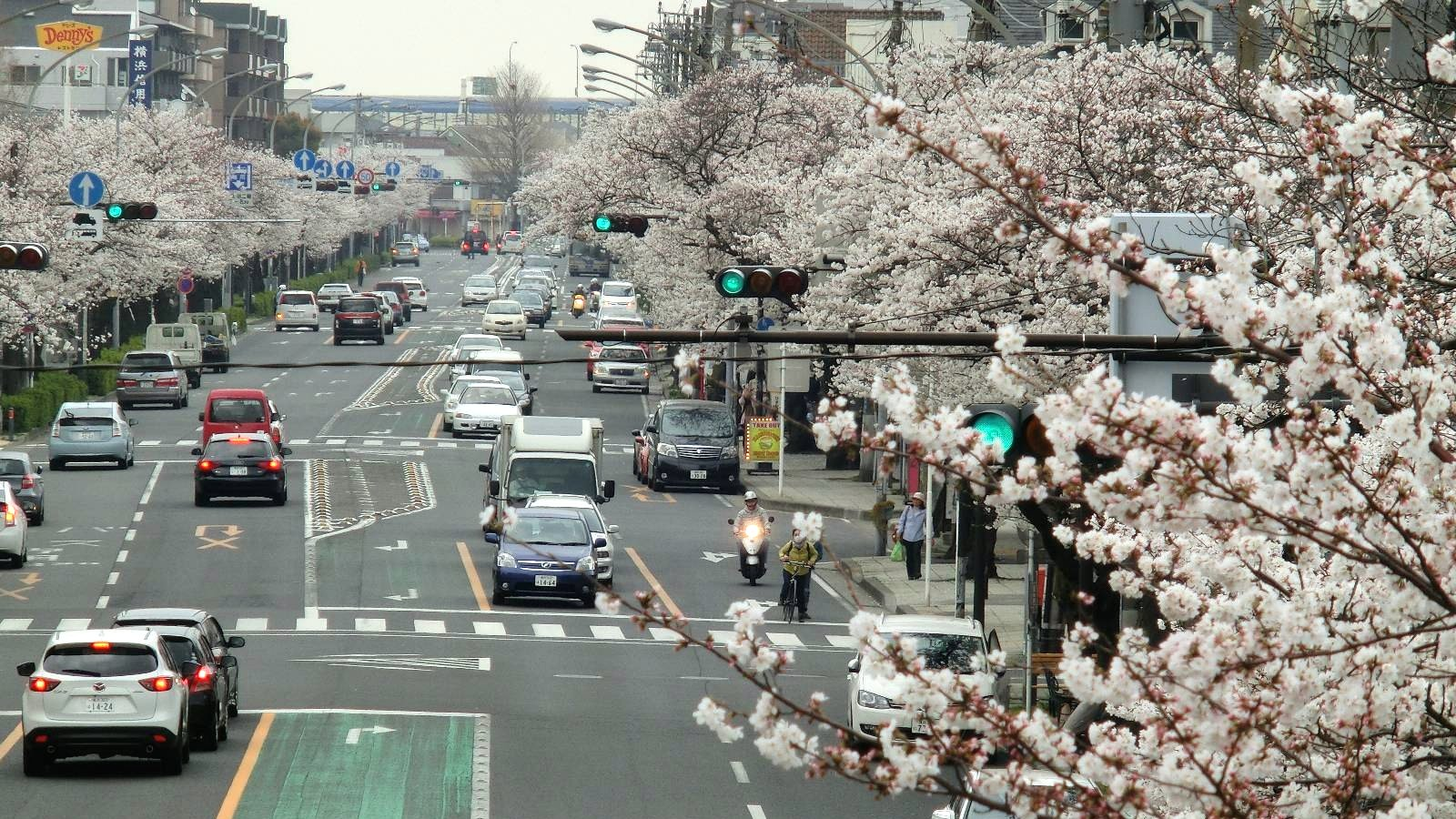
間門～本牧－本牧通り満開の桜。最奥には首都高本牧線が見える

本牧（ほんもく）は、神奈川県横浜市中区南東部の地域名である。古くは本杢と書いた。北は山手、西は根岸に接し、東・南は東京湾に面する。地図上では、関内地区の南側、沿岸部一帯のエリアである。南北約3キロメートル、東西約3キロメートルの広さがある。
単に「本牧」という場合は、行政上の町名ではなく、複数の町名を含む周辺一帯をまとめた地区名を指す場合が多く、伝統的な通称で「本牧地区」ともいう。

## 概要
当地域は、台地が東京湾に突き出した部分に当たり、かつて突端部の本牧十二天（旧：本牧神社）と本牧元町・本牧三之谷の付近は海岸から断崖が切り立っており、「本牧岬」あるいは「本牧の鼻」と呼ばれ、潮流が複雑に流れて豊かな漁場であった。戦後、埋め立て計画が持ち上がった際、地元の漁協は反対運動を行ったが、1959年に街の発展と将来のために埋め立てに同意する。現在は海岸が全て埋め立てられて工場、埠頭などになっている。
本牧という地名は1442年に「横浜」とともに初めて記録に見え、「本目」と書かれたこともあるが、語源は不詳。戦国時代には、芝浦・羽田と並んで北条水軍の拠点が置かれていた。
幕末、日本来航時に横浜周辺を測量したペリーは、本牧十二天のオレンジ色の崖をその色から「マンダリン・ブラフ」、現在の本牧市民公園周辺の崖を「トリーティー・ポイント（条約岬）」と名付けた。本牧の断崖は横浜港に向かう各国の船の目標であった。現在でも南部の本牧市民公園付近に断崖が残り海岸の名残を留める。古くから景勝地として知られ、外国人たちは本牧から根岸にかけての海岸（根岸湾）を「ミシシッピ・ベイ」と呼びその風光を愛した。明治の実業家原富太郎（三渓）がこの海岸に構えた別荘は現在、三溪園の名で横浜の代表的観光地として知られる。現在は隣接して本牧市民公園、本牧臨海公園がある。間門（まかど）からは天候次第で現在も富士山を鮮明に見る事ができる。山手警察署から間門まで現在は桜並木となり、春になれば桜吹雪の中を数キロにわたりドライブできる。

## 米軍横浜海浜住宅地区
太平洋戦争敗戦直後に本牧十二天を含む中央部が米軍に接収されるに伴い、住民達は強制退去させられ、接収地域はフェンス（金網）で囲まれた。フェンス付近には、上に英語・下に日本語の警告板があり、「許可なき者の立ち入りを禁ず」「許可なくして立ち入った者の生命・身体の安全は保障しない」と表示されていた。厚木基地管轄の憲兵隊（日本人警備員）が警備に当たっていた。フェンスの外側に神奈川県警の警察官が座って、外からの侵入がないように見張っていることもあった。
フェンス内は在日アメリカ海軍の住宅街『ベイサイド・コート』（米軍住宅、正式名称：米軍横浜海浜住宅地区 (Yokohama Beach Dependent Housing - Area)）などの施設となり、「米軍ハウス」あるいは単に「ハウス」などともいわれ、日本におけるジャズなどのアメリカ文化の発信地でもあった。現在の本牧バス通りの海側をエリア1、山側をエリア2と称した。山手警察署の向かい側には、大きな駐車場を備えたPXやボウリング場などの商業施設（現：本牧宮原6）、ガソリンスタンド（現：本牧宮原7）があり、通りから丸見えであった。
当地域は1982年に返還された。まっさらの広い土地はエリア分けされ、住宅地（戸建て住宅、公団住宅、マンション）、ショッピングセンター（マイカル本牧）、飲食店、公園などになった。

## 歴史
- 1873年（明治6年） - 神奈川県を20区に分け、区下に複数の番組を編成。第1区7番組に編入される。
- 1874年（明治7年） - 大区小区制により、神奈川県第1大区5小区となる。
- 1878年（明治11年） - 郡区町村編制法により、久良岐郡本牧本郷村と北方村になる。
- 1889年（明治22年） - 町村制により本牧本郷村と北方村が合併し、本牧村が成立。
- 1901年（明治34年） - 本牧村が横浜市に編入され、本牧村大字本牧本郷をもって本牧町となる。
- 1905年（明治37年） - 原三渓により三溪園の造成が完成。
- 1906年（明治38年） - 原三渓が本牧三溪園の約6万坪を公開。
- 1911年（明治43年） - 横浜電気鉄道本牧線（西ノ橋 - 箕輪下（本牧原）間）が開通。
- 1912年（明治44年） - 本牧花屋敷が開場する。
- 1914年 - 本牧町漁業組合が成立する。
- 1919年 - 横浜市が児童海水浴場を本牧町字原海岸に設置。
- 1924年 - 横浜市電本牧線が本牧原から間門まで延伸。
- 1928年 - 山手隧道が開通。
- 1930年 - 横浜市立間門小学校に臨海学校を設置。
- 1933年 - 安達謙蔵が本牧八王子山に八聖殿を設立。開殿式には時の首相・斎藤実らも列席した。
- 1944年 - 8月5日から本牧以南の海水浴が制限される。軍事機密と防諜上の理由による[10]。
- 1945年 - 横浜大空襲で本牧地区の大部分を焼失[11]。終戦後、米軍住宅施設「横浜海浜住宅地区」として接収された。
- 1946年 - 米軍家族の入居開始。
- 1953年 - 三溪園が横浜市に寄贈される。
- 1954年 - 三溪園一般公開[11]。
- 1959年 - 根岸湾の埋め立て起工[12]。
- 1964年 - 国鉄根岸線 桜木町 - 磯子間が開通[11]。
- 1969年 - 本牧埠頭および関連産業用地竣工。本牧市民公園が完成[11]。
- 1972年 - 横浜市電全廃[13]。
- 1977年 - 日米合同委員会で米軍本牧住宅地区の返還に合意。
- 1981年 - 第1回本牧ジャズ祭開催。
- 1982年 - 本牧一帯の米軍住宅地区 (Yokohama Beach DH-Area) が返還される[11]。
- 1987年 - 新本牧地区区画整理終了。
- 1989年 - マイカル本牧が開業。
- 1998年 - 本牧山頂公園が開園。
- 2008年 - 小港町にイトーヨーカドー食品館本牧店開業（2016年7月に閉店。その後同年11月、跡地にホームセンター コーナン、スーパー三和、nojimaをキーテナントとした複合商業施設本牧フロントを開業。）

## 港湾

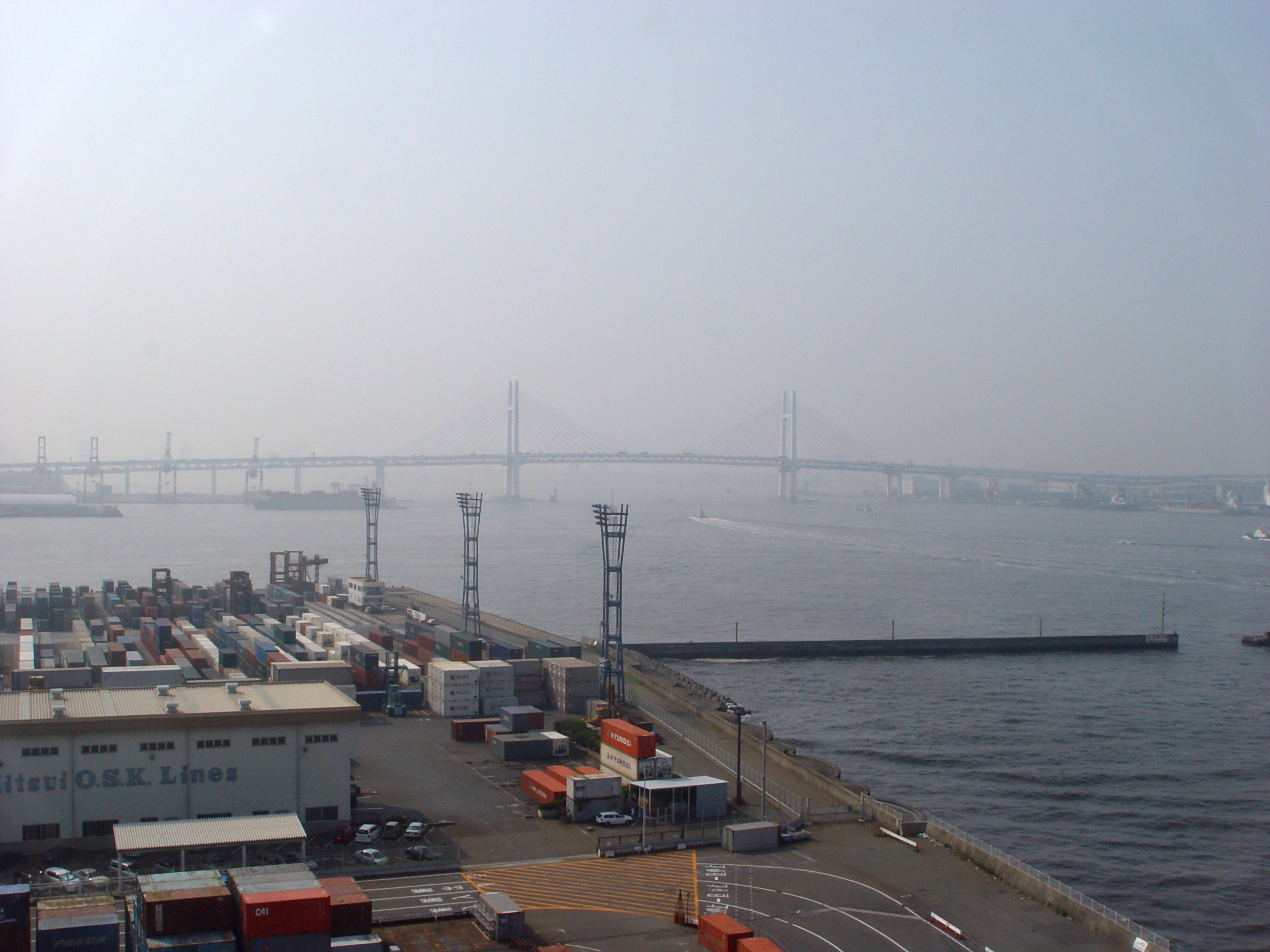
本牧埠頭

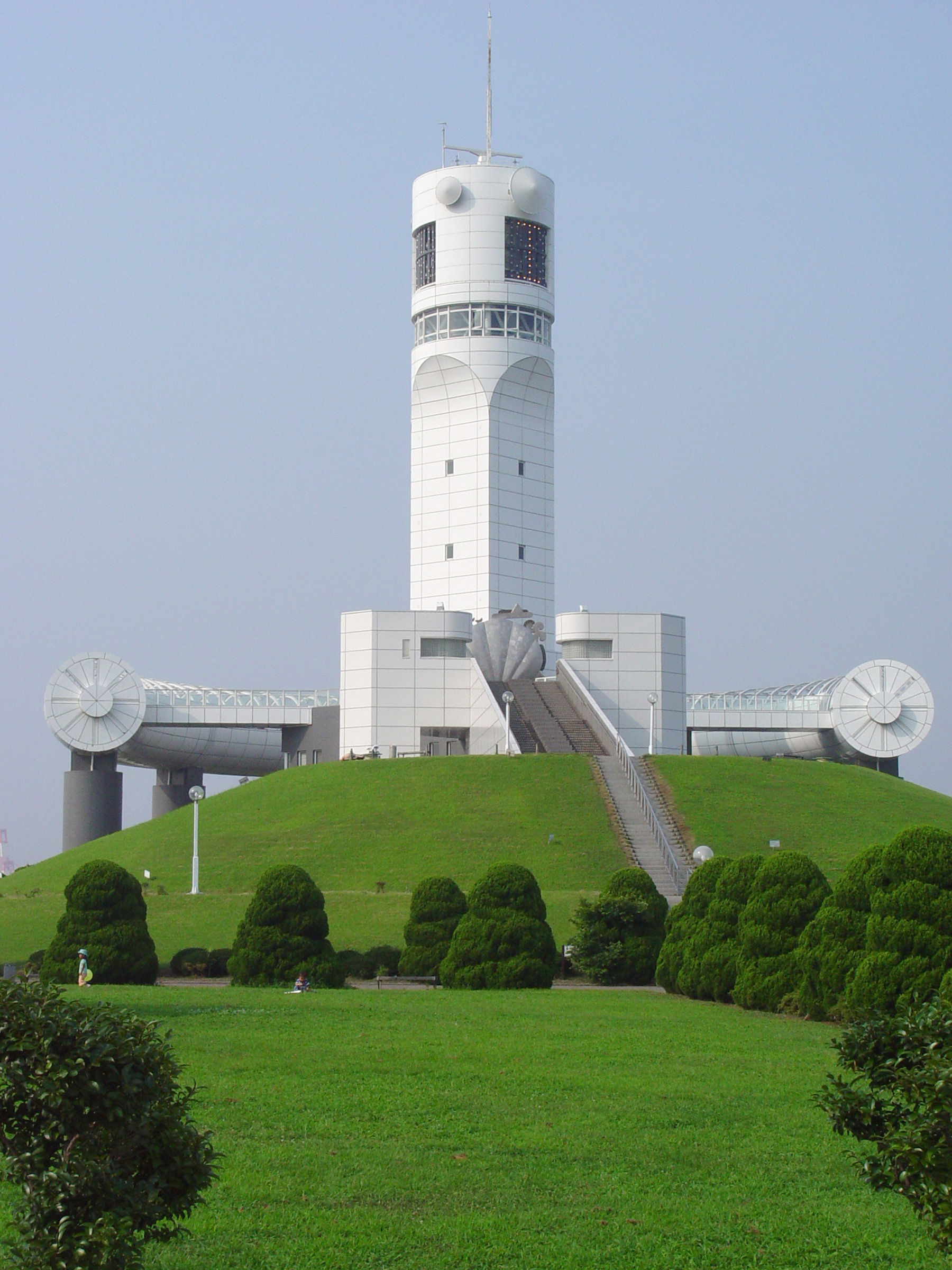
横浜港シンボルタワー

本牧の海岸は全て埋め立てられ、根岸湾周辺には石油化学工場が並ぶ。北側の本牧埠頭は、AからDまでのナンバーが振られた突堤を持つ、広大なコンテナ埠頭であり、ガントリークレーンや各種工場が立ち並ぶ、横浜港の貨物取り扱いの中心となっている。また、沖合いには新たなコンテナ埠頭である「南本牧埠頭」が完成している。本牧漁港もある。
- ENEOS根岸製油所
- ENEOS中央技術研究所
- 三菱重工業横浜製作所
- 三菱重工業横浜研究所
- 日産自動車専用埠頭
- 三波工業横浜工場（2004年：金沢区に移転）
- 高田工業
- 商船三井横浜国際コンテナターミナル
- 横浜税関出張所

## 主な施設
- 三溪園
- 本牧市民公園

- 本牧臨海公園
- 八聖殿郷土資料館[14]
- 本牧山頂公園
- 本牧いずみ公園
- 新本牧公園
- 本牧神社
- 本牧埠頭
  - 本牧海づり施設
  - 横浜港シンボルタワー
  - 港湾職業能力開発短期大学校横浜校

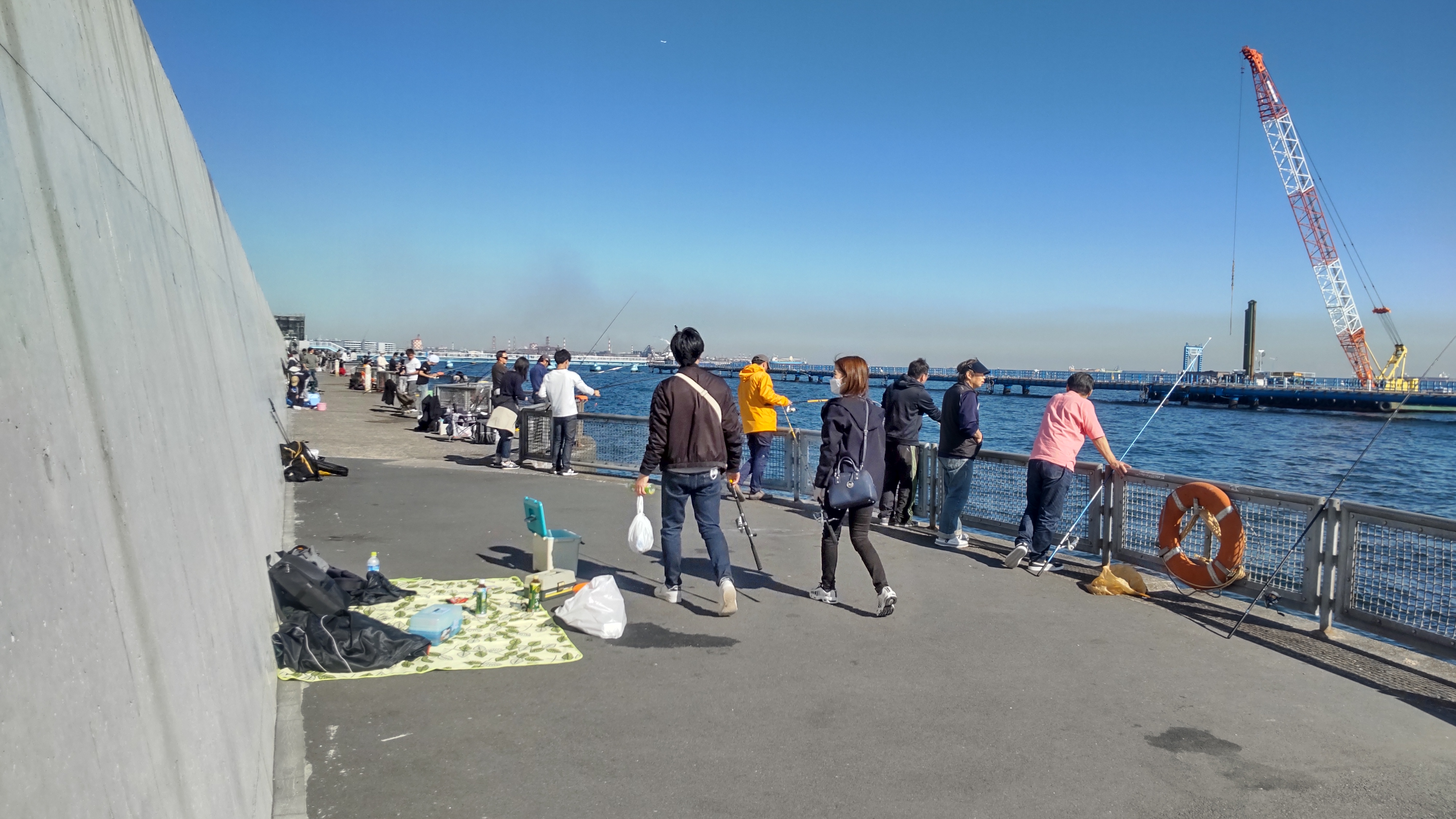
本牧海釣り施設

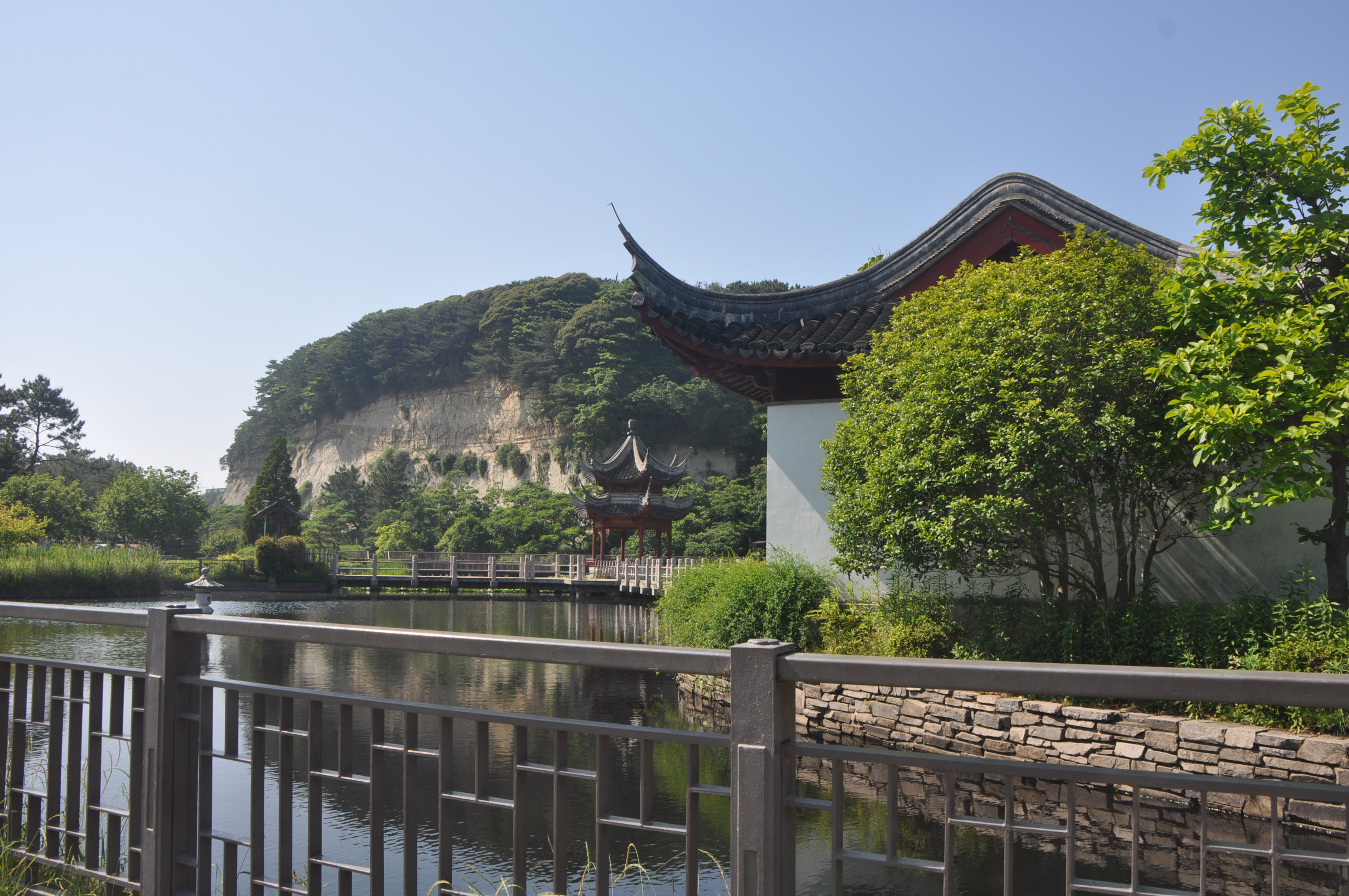
本牧市民公園

- 山手警察署（いわゆる山手ではなく本牧地区の中心部にある）

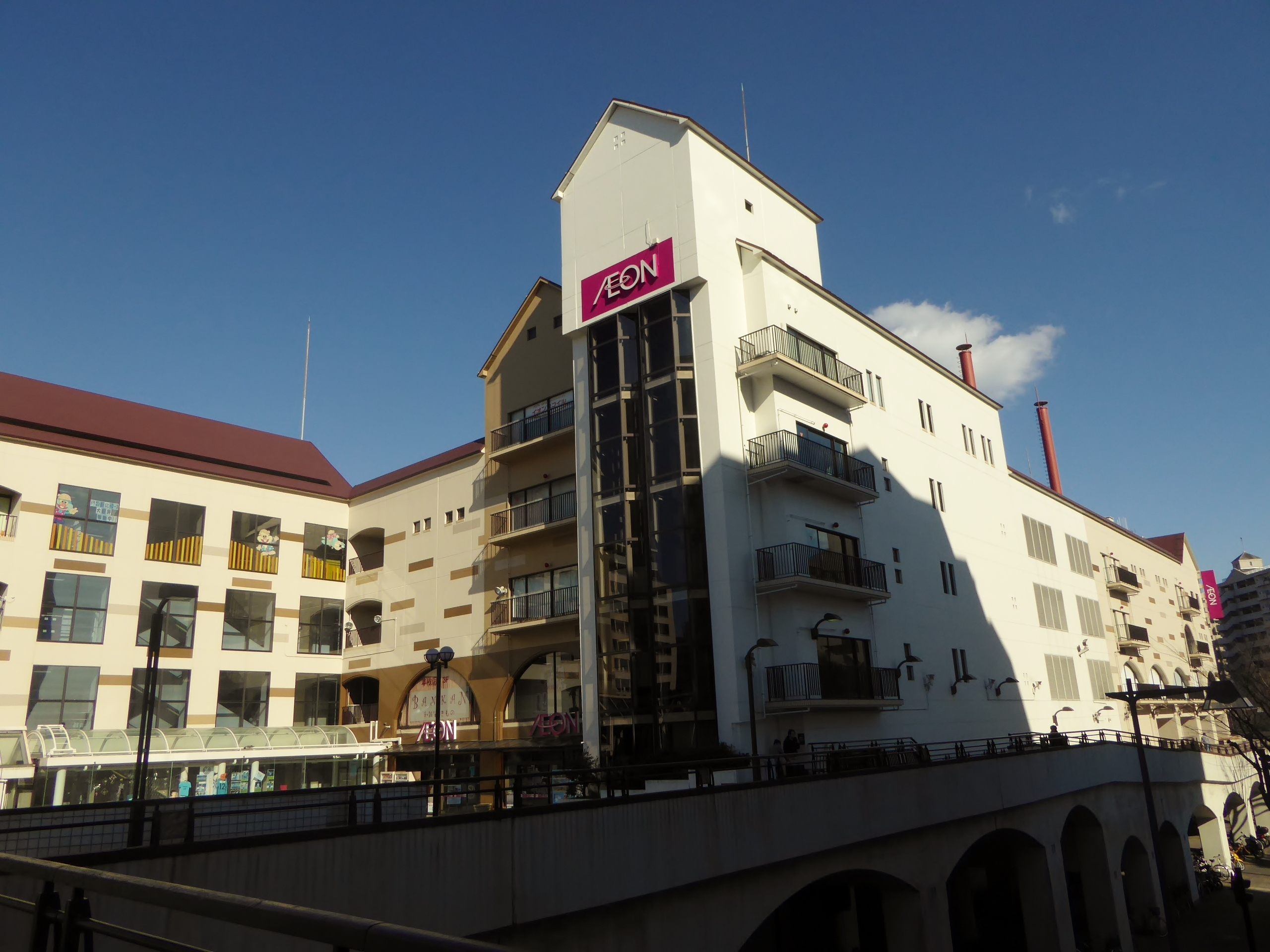
イオン本牧

- 横浜ベイブリッジ

- イオン本牧
1番街から12番街（4,9は欠番）の大型商業施設と大規模駐車場があり、ほとんどがペデストリアンデッキで繋がれる、大ショッピングセンター。
バブル景気の時代といわれた1989年に、マイカル本牧として映画館やホテルを備えた大ショッピングセンターとして華々しく開業した。観光客も訪れる盛況で、ディズニーストア第1号店が開店し、映画館には撮影に使われたバットマン・カーの実物が展示された。しかし、もともと交通の便が良くなく、みなとみらい地区が盛況の現在は客足が遠のき、縮小を余儀なくされている。2011年3月1日にマイカル本牧からイオン本牧に名称変更された。
- 神奈川県立横浜立野高等学校
- 神奈川県立横浜緑ケ丘高等学校
- 横浜市立本牧中学校
- 横浜市立大鳥中学校
- 横浜市立間門小学校
  - 間門小学校附属海水水族館[15]
- 横浜市立本牧小学校
- 横浜市立本牧南小学校
- 横浜インターナショナルスクール（小港町）
- 本牧地区センター
  - 中図書館
- 本牧市民プール

### 催事
- 本牧ジャズ祭
- お馬流し[16]

## 本牧の地名
横浜市編入時は本牧町（旧：本牧村大字本牧本郷）と北方町（旧：本牧村大字北方）だけだった。1933年（昭和8年）に旧字名に沿っていくつかの町が起立。（本牧町の小字と現在の地名の対照については本牧村#現在の町名の項を参照）さらに戦後の埋め立てに伴って新しい町が起立して現在に至る。なお、本牧を冠称する地名は埋立地を除き、本牧町から分立している。

### 「本牧」と付く地名
- 本牧荒井
- 本牧大里町
- 本牧三之谷
- 本牧十二天
- 本牧ふ頭 - 埋立地
- 本牧満坂
- 本牧緑ケ丘
- 本牧元町
- 本牧和田
- 本牧町 - 字1丁目・2丁目がある
- 本牧原
- 本牧宮原
- 本牧間門（ほんもくまかど）
- 南本牧 - 埋立地

### それ以外
- 北方町
- 上野町 - 旧北方町
- 諏訪町 - 旧北方町
- 千代崎町 - 旧北方町
- 妙香寺台 - 旧北方町
- 本郷町 - 旧本牧町
- 和田山 - 旧本牧町
- かもめ町 - 埋立地
- 豊浦町 - 埋立地
- 千鳥町 - 埋立地
- 錦町 - 埋立地

※山手町は旧久良岐郡北方村であるが、本牧地区には含めないことが多い。

## 交通
当地区へのアクセス
桜木町駅や横浜駅、あるいは根岸線の石川町駅や根岸駅から横浜市営バスでアクセスすることが一般的であり、当地域ではバス交通が発達している。
- 横浜駅・桜木町駅よりバス「8」「58」「105」「168」
- 根岸駅よりバス「58」「101」

なお、距離的には根岸線の山手駅が一番近いが、同駅からのバスは本数が少ない上に時間帯によっては通らない地域があり徒歩では20-30分もかかるので、山手駅からアクセスすることは一般的ではない。
主な道路
- 横浜市主要地方道82号
- 本牧通り
- 本牧桜道
- 南本牧はま道路
- 国道357号

当地域を通過する高速道路、そのジャンクション
- 首都高速湾岸線
- 本牧ジャンクション

鉄道空白地帯

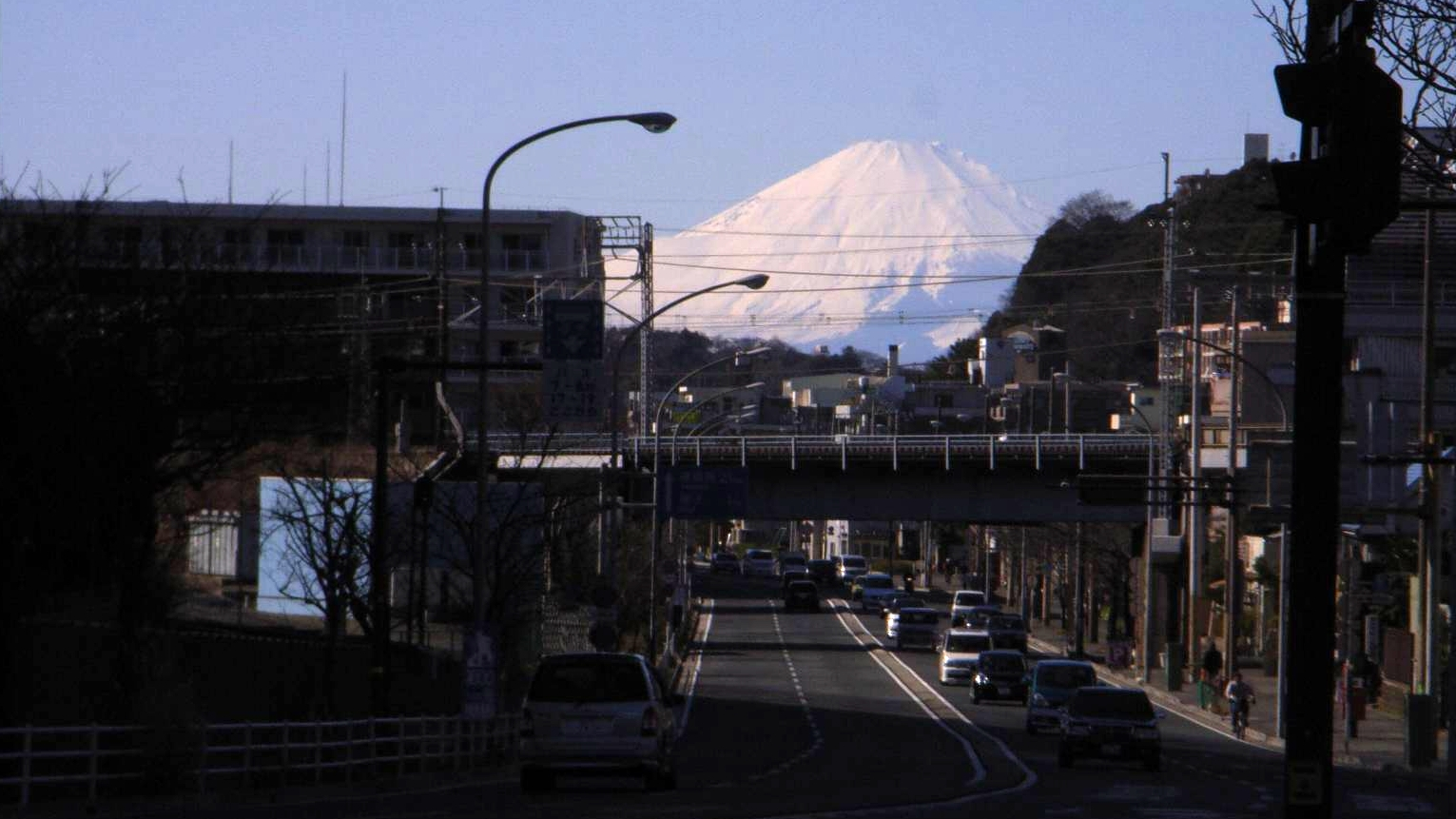
間門から見たJR根岸線の高架（根岸駅－山手駅間）と富士山

地域内には貨物鉄道として神奈川臨海鉄道本牧線が通っているのみで、旅客鉄道は存在せずいわゆる鉄道空白地帯となっている。かつては横浜市電本牧線が通っていたが1970年に廃止された。
鉄道関連の計画と活動
当地域を通る計画の横浜市営地下鉄グリーンラインは横浜市内の主要駅をCの字状に結ぶ計画であるが、その中の横浜駅から根岸駅の区間は、横浜高速鉄道みなとみらい線で結ぶことも想定されている。地元住民からは利便性向上が期待されている一方で、地下鉄工事による道路の渋滞を懸念する港湾関係者、運送業者や、ストロー効果を危惧する地元商店街（麦田町 - 本郷町 - 本牧町）は、反対する立場をとっている。
現在、NPO法人の「横浜にLRTを走らせる会」および「（株）本牧ライトレール設立準備プロジェクトチーム」により、次世代型路面電車ライトレールの導入を根岸 - 本牧 - 石川町間で行おうとする活動がある。

## 本牧に縁のある有名人・バンドなど
- ジョー樋口
- 柴田勲（読売ジャイアンツ）
- アン・ルイス（ベイサイドコート育ち、本牧に存在したキニック・ハイスクール卒業生）
- ザ・ゴールデン・カップス
- クレイジーケンバンド
- 松岡直也（本牧にあった「東亜ホテル」が生家）
- SHELLY（横浜市立本牧中学校卒業生）
- マギー
- 小倉清一郎（横浜高等学校硬式野球部 前部長）
- 永瀬拓矢（将棋棋士）
- 下村観山（日本画家）：1913年から没するまで和田山に住む。
- 山本周五郎（小説家）：間門に仕事場があった。
- 谷崎潤一郎（小説家）：大正から昭和初期にかけて一時期、本牧（現：本牧原）[20]や山手に住む。
- 柳ジョージ

## 関連作品
- あぶない刑事（港警察署は本牧にある設定）
- しあわせの決断（中村雅俊主演ドラマ、マイカル本牧やマンション等が使われた）
- デジモンセイバーズ（主人公・大門大一家が住んでいるという設定）